# 16.ª Divisão Panzergrenadier SS Reichsführer-SS
A 16.ª Divisão Panzergrenadier SS Reichsführer-SS foi uma divisão de Infantaria mecanizada e motorizada das Waffen-SS durante a Segunda Guerra Mundial. Foi criada em Outubro de 1943 na Eslovénia e era formada por alemães e alemães étnicos.

## Composição
- 16.º Batalhão Panzer SS
- 35.º Regimento Panzer Grenadier SS
- 36.º Regimento Panzer Grenadier SS
- 16.ª Regimento de Artilharia Panzer SS
- 16.º Batalhão de Reconhecimento SS
- 16.º Batalhão de Assalto SS
- 16.º Batalhão de Engenharia SS
- 16.º Batalhão de Comunicações SS
- 16.º Batalhão de Defesa Anti-aérea Ss